# BMW 3-й серии (F30)
BMW 3-й серии (F30/31/34/35/80) — шестое поколение легковых автомобилей 3-й серии немецкого автоконцерна BMW, производство которых началось в конце октября 2011 года. Помимо стандартной длины седана (F30), универсала (F31), остальные автомобили были выделены в 4-ю серию. Появилась новая модель Gran Turismo (GT) — лифтбек (F34) с большой крышкой багажника (снята с производства в 2020 году), а также, только для китайского рынка, седан с удлинённой колёсной базой. Фары и решетка радиатора вытянуты и приклеены к носу, а капот мускулистый и с двумя дугообразными линиями, проходящими по бокам.

## Кузов и оборудование
Новый седан (нем.  Limousine) стал больше, длиннее и шире, что сделало его силуэт ещё более стремительным. Вытянутая и более узкая форма слегка наклонённых вперёд «ноздрей», с которыми соприкасались сдвоенные фары со светящимися кольцами и светодиодными «ресничками» над ними, формировали единый визуальный элемент, подчёркивающий возросшую ширину автомобиля. Горизонтальные линии на боковинах делали модель длиннее, придавая ей дополнительную динамику, контур порога с небольшим подъёмом в задней части только подчёркивал это. Сзади, чётко выраженные поперечные линии и широко разнесённые фонари характерной L-образной формы, ещё раз указывали на широкую колею и придавали автомобилю более устойчивый вид.
В новейшей аэродинамической трубе коэффициент сопротивления воздуха седана удалось довести до 0,26. Это, помимо снижения потерь, повышало акустический комфорт и увеличивало прижатие автомобиля к дороге. Основной вклад в улучшение обтекаемости внесло днище автомобиля, закрытое панелями и щитками, и диффузор за задней осью.
Жёсткий и прочный кузов во всех отношениях соответствовал самым высоким требованиям безопасности. Уже в базовой комплектации седан оснащался фронтальными и боковыми подушками безопасности, а также шторками для зашиты головы сидящих спереди и сзади. Автомобиль «на пятёрку» прошел Европейские тесты на безопасность. Было отмечено, что кузов оставался стабильным при лобовом столкновении и хорошо защищал водителя и пассажиров. При боковом ударе нагрузка на грудь и живот признана удовлетворительной, а голова и таз защищены хорошо. У манекенов детей полутора и трёх лет вероятность контакта с элементами салона сведена к минимуму. Хорошую защиту пешеходов при наезде обеспечивают и бампер и передняя часть капота.

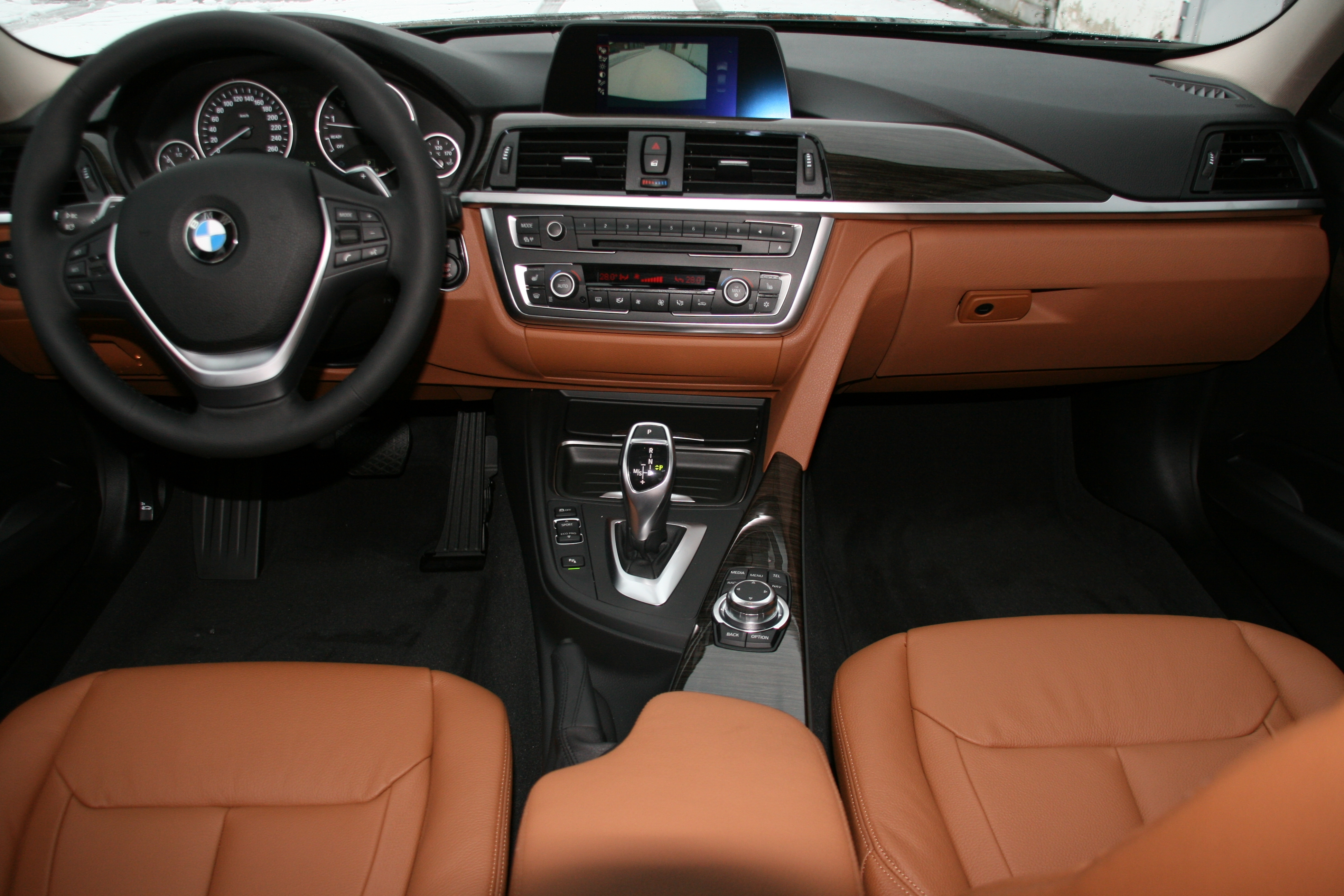
Салон седана BMW 328i

Типичный для автомобилей компании салон как бы охватывал водителя, обеспечивая оптимальный доступ ко всем органам управления. Сложные линии передней панели сходились в одной точке за рулевым колесом, направляя его взгляд на дорогу, а повёрнутая консоль и асимметричной формы тоннель разделяли переднюю часть салона на активную зону водителя и комфортное место для пассажира.
Увеличение длины автомобиля ощущалось задними пассажирами уже во время посадки, благодаря большему пространству для ног. Места для коленей за задними сиденьями также стало больше, возрос зазор и над головами пассажиров. В салоне имелось множество мест для хранения, таких как увеличенные карманы в передних дверях, подстаканники на консоли, которые можно было заменить на лоток для хранения мелочей и карманы на спинках сидений. Ёмкость багажника возросла до 480 литров, теперь его можно было открывать с занятыми руками, с помощью целенаправленного движения ноги под задним бампером. Для погрузки громоздких и длинномерных предметов спинка задних сидений складывалась в пропорции 40:20:40.
Целый набор инновационных функций комфорта, безопасности и развлечений предоставляла система ConnectedDrive. Проекционный дисплей выводил основные показатели движения прямо на лобовое стекло, в цвете и с высоким разрешением. Совместно с навигационной системой функция считывания дорожной информации со знаков и информационных табло (англ. Traffic sign recognition) позволяла поддерживать заданный скоростной режим. Опционная система управления светом (англ. Automatic beam switching) автоматически включала и выключала дальний свет, избавляя водителя от забот об этом. Также, заказная система помощи при перестроениях (англ. Blind spot monitor) с помощью двух радаров расположенных в задней части автомобиля, способных «просматривать» пространство на 60 метров вокруг, предупреждала водителя о потенциально опасных манёврах. Система слежения за дорогой, с помощью установленной за зеркалом заднего вида камеры, сообщала водителю о приближении к обочине или линиям разметки. Камера видела примерно на 50 метров вперёд, в поворотах и ночью, при включённых фарах. Эта же камера следила за впереди идущим автомобилем и, при угрозе столкновения, подавала акустический сигнал и приводила тормозную систему в состояние готовности. Автоматического торможения при этом не происходило. Система кругового обзора, с помощью дополнительных камер в наружных зеркалах формировала на мониторе изображение автомобиля и окружающего его пространства сверху. А две камеры в переднем бампере помогали не только при маневрировании, но и при выезде на перекрёсток из узкого проезда. Система помощи при парковке находила подходящее место и подсказывала водителю правильные манёвры. Он должен был только нажимать на педали тормоза и газа, все необходимые повороты руля совершались автоматически.
Специальная гибридная модель оснащалась бензиновым и электрическим двигателями, что позволяло ей, двигаясь в некоторых режимах только на электротяге, существенно экономить топливо и сокращать уровень вредных выбросов. Питалась гибридная система от размещённой под полом багажника аккумуляторной батареи, что уменьшило его объём до 390 литров.
Позже она была заменена подзаряжаемой от внешней электросети гибридной моделью (Plug-in hybrid), которая могла проехать 40 километров со скоростью до 120 км/ч, не расходую топливо и, не загрязняя воздух. Полностью зарядить батарею можно было за три часа от бытовой электросети и за два — от фирменной зарядной станции. Увеличенная батарея сократила объём багажника до 370 литров.

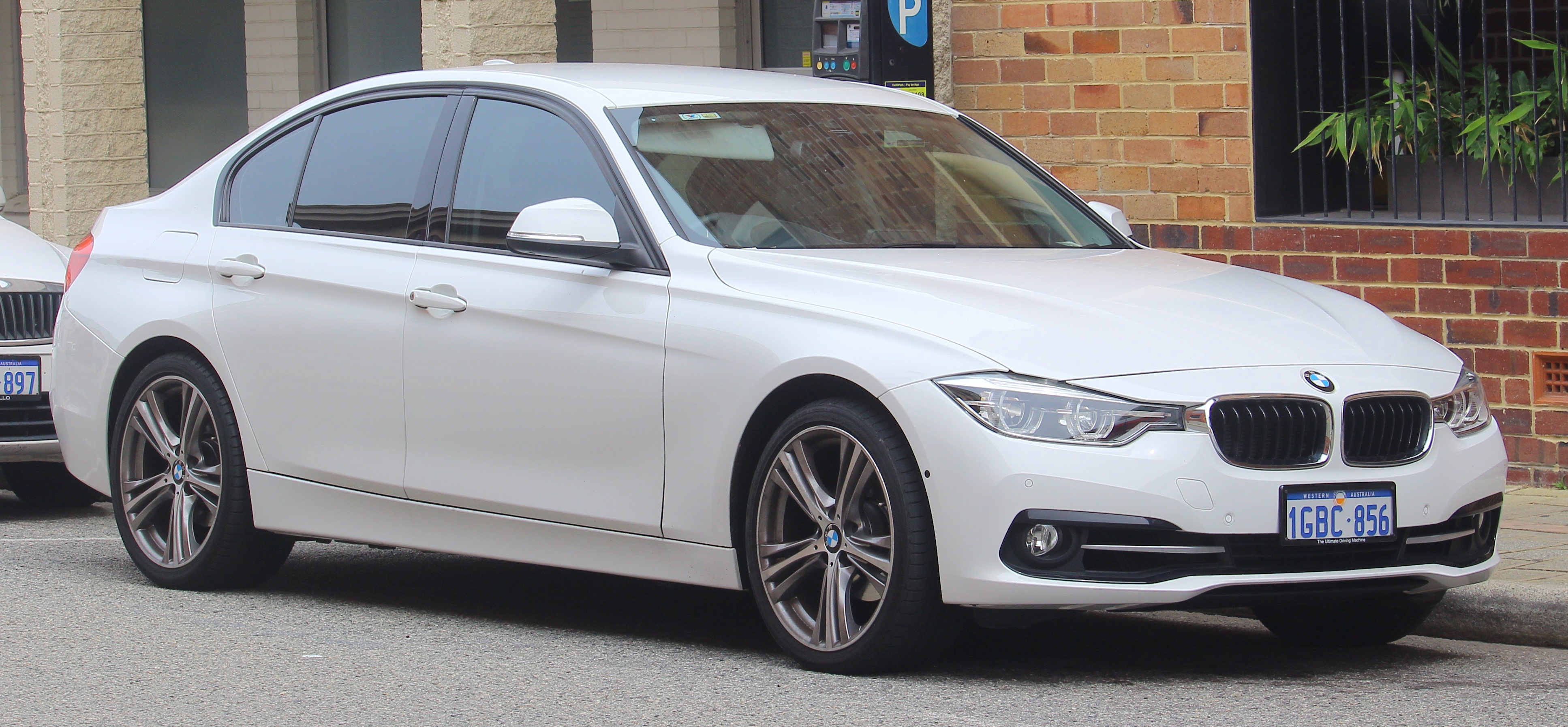
Седан BMW 318i после модернизации

Помимо стандартной длины моделей, только для Китая выпускались седаны с удлинённой на 11 сантиметров колёсной базой. Сзади в салоне такого автомобиля были установлены оригинальные сиденья с подлокотником, система освещения и шторки на окнах.
В 2015 году седан и универсал были модернизированы. Помимо новых двигателей модели получили некоторые внешние обновления. Спереди появился новой формы бампер с более широкими воздухозаборниками и новые фары. Опционно они могли быть полностью светодиодными и иметь систему изменения формы пучка света, что позволяло добиться оптимального освещения дороги без риска ослепления водителей встречных и попутных автомобилей. Сзади также появились новые светодиодные фонари с ярко выраженными изогнутыми полосками. Внутри немного изменилось оформления салона, появились новые линейки оснащения. Была обновлена навигационная система, система помощи при парковке стала более совершенной.

### Универсал

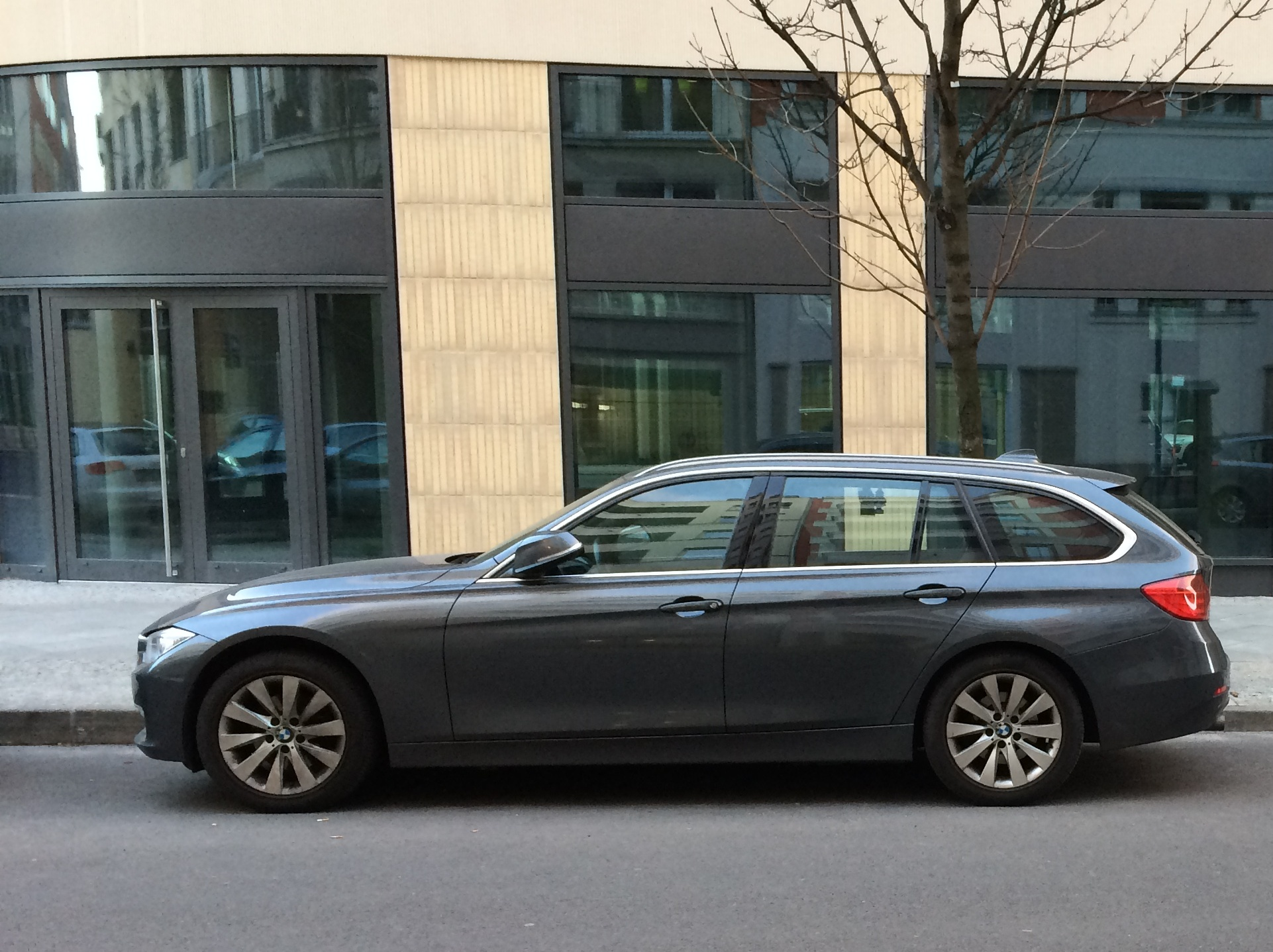
Универсал BMW 320d xDrive

Новый универсал (нем. Touring) со всех сторон выглядел целостно и гармонично, доказывая, что большой практичный автомобиль может смотреться динамично. Стремительный силуэт с плавно понижающийся линией крыши, визуально вытянутой спойлером, большими боковыми окнами клиновидной формы и мощным задком с наклонённой в обратную сторону задней стойкой создавал неповторимый образ вместительного автомобиля.
Благодаря возросшим габаритам он предлагал больше места для пассажиров и багажа. К тому же это пространство могло быть очень гибко организованно. Багажник объёмом 495 литров, складывающаяся в пропорции 40:20:40 спинка заднего сиденья, автоматически поднимающаяся задняя дверь с отдельно открываемым окном, шторка багажника, которую можно хранить в специальном отсеке под полом — всё это позволяло адаптировать багажное отделение универсала под любые нужды. Такие заказываемые отдельно опции, как система крепления груза в багажнике, функция открывания задней двери без рук и электрически складывающееся сцепное устройство ещё больше повышали комфорт при использовании автомобиля.

### Лифтбек

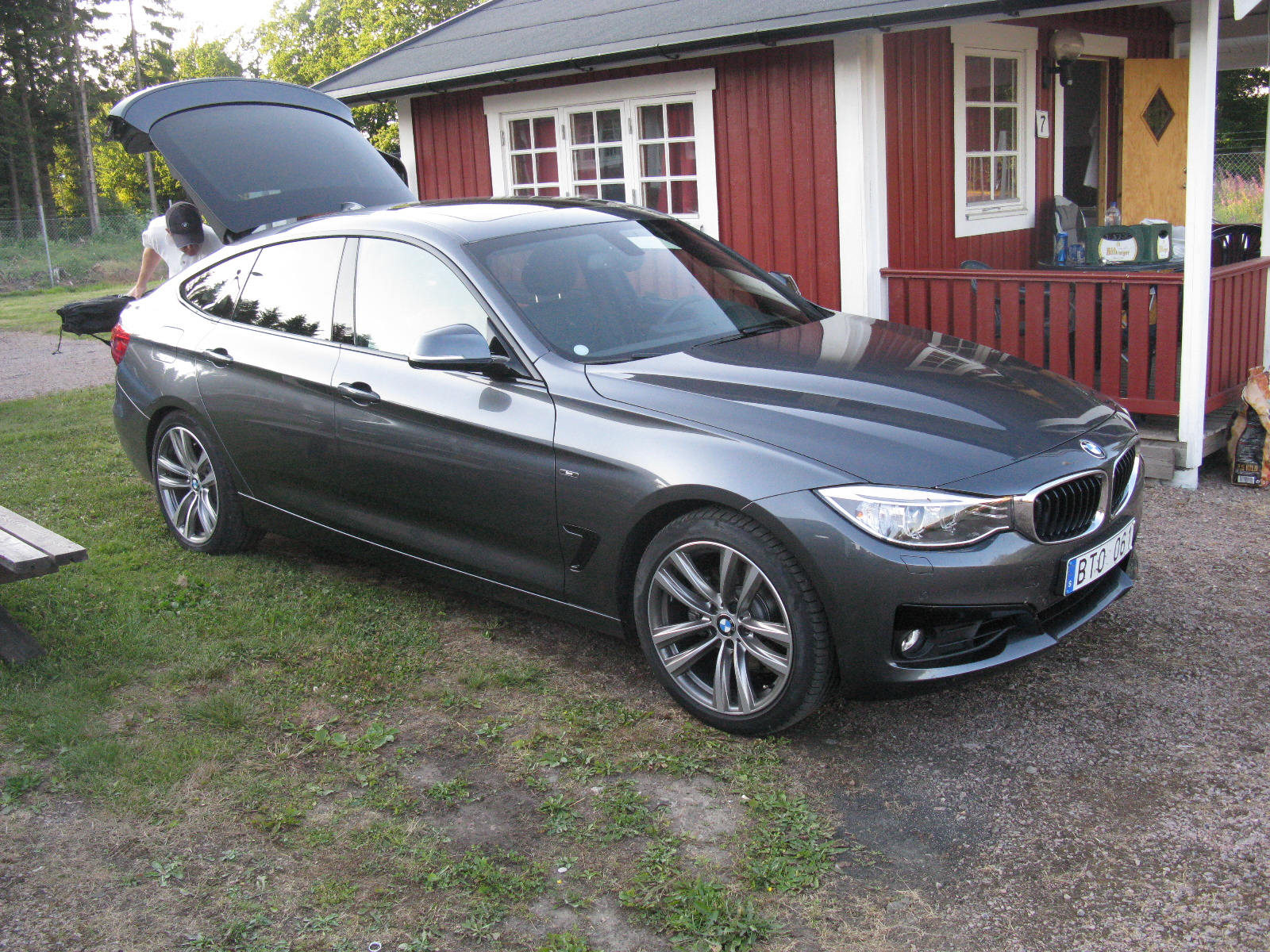
Лифтбек BMW 328i

Автомобиль с новым кузовом в семействе — лифтбек, названный Gran Turismo объединял в себе спортивную динамику седана с практичностью универсала. Он имел четыре боковых двери, плавно нисходящую, как у купе, линию крыши и большую автоматически открывающуюся пятую дверью багажника. По сравнению с универсалом лифтбек был длиннее, выше и имеет увеличенную, такую же, как у удлинённого седана, колёсную базу.
Спереди у него была немного по-другому, с большими воздухозаборниками, оформлена нижняя часть. Дефлекторы по бокам бампера направляют воздух вокруг колёс, снижая завихрения, а расположенные за передними колёсами специальные воздуховоды в форме бумеранга отводили часть воздуха от колёсных арок, снижая воздушное сопротивление.
Gran Turismo — первая модель компании, оснащённая активным спойлером. Установленный на кромке багажника, он был практически не заметен на стоящем автомобиле. При достижении скорости в 110 км/ч спойлер автоматически поднимался, уменьшая подъёмную силу на задней оси. В целом же модель имела коэффициент аэродинамического сопротивления равный 0,28.
Габариты салона позволяли всем пассажирам наслаждаться ощущением пространства и свободой движений. Сиденья переднего и заднего рядов располагались выше, что обеспечивало превосходный обзор и существенно повышало комфортность посадки и высадки. Кроме того, в салоне было больше места над головами, а увеличенный запас свободного пространства для ног задних пассажиров соответствовал автомобилям класса люкс.
Увеличение габаритов автомобиля отразилось и на багажнике, максимальный объём которого составлял 520 литров, больше чем у универсала. Доступ к багажнику был упрощён за счёт большого проёма и высоко поднимаемой задней двери. Практичность багажного отделения повышали функциональные элементы, входящие в базовую комплектацию. Так, спинка заднего сиденья, разделённая в пропорции 40:20:40, имела складывающиеся подголовники и регулировку угла наклона, что позволяло немного увеличивать место для багажа. В самом багажнике имелись специальные крепления для фиксации груза, многофункциональные крючки, а также расположенный под полом дополнительный отсек. Подсветка багажного отделения с помощью светодиодных полос только подчёркивала премиальный характер автомобиля.

### Спортивный седан

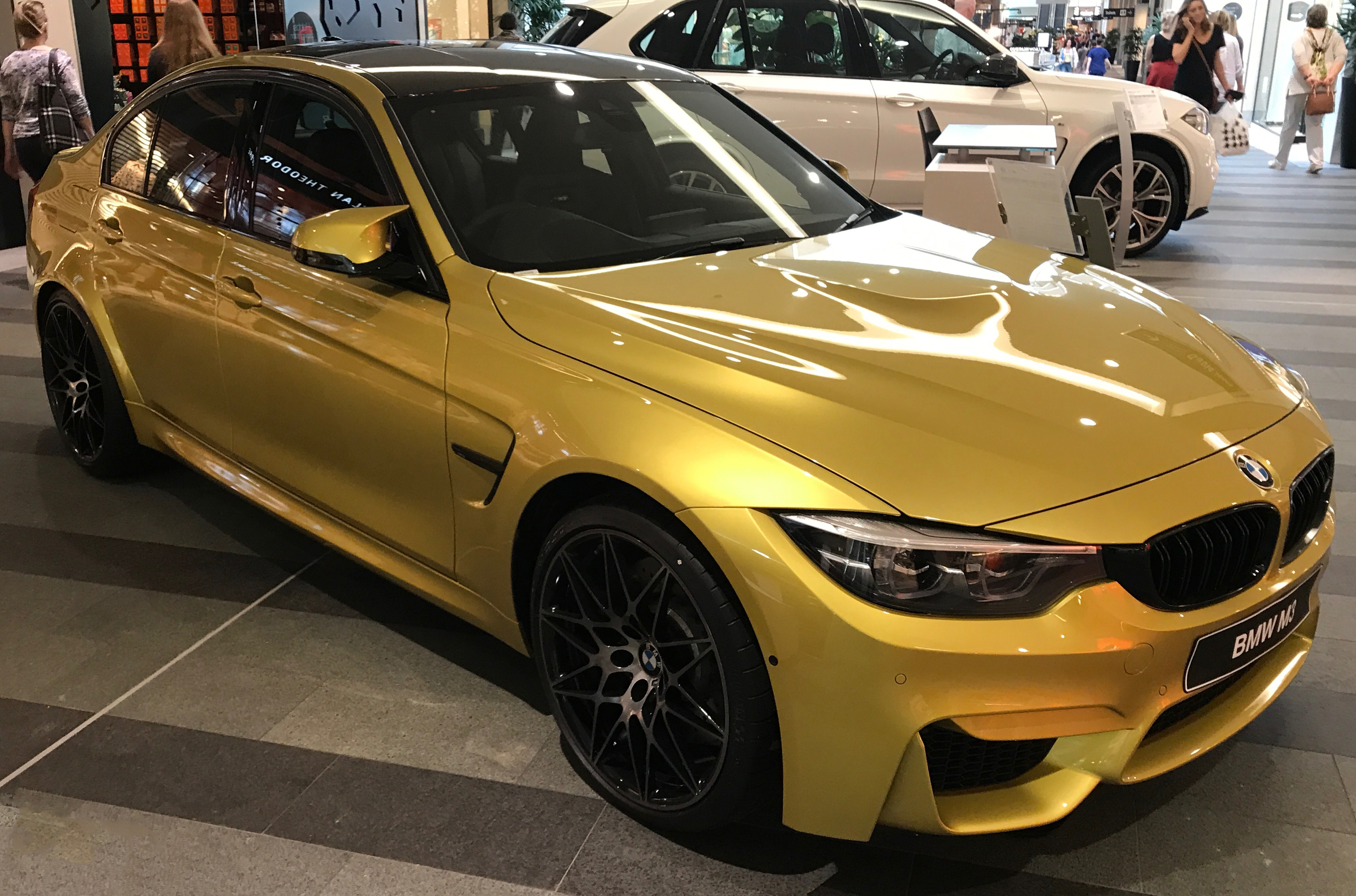
Спортивный седан BMW M3

Крупные воздухозаборники и крылышки спереди, рельефный алюминиевый капот, кузов, частично выполненный из углепластика, диффузор в задней части — всё это придавало внешнему виду спортивного автомобиля выразительность, а также улучшало аэродинамику, обеспечивало эффективное охлаждение и снижало массу.
Выразительный передний «фартук», гладкое днище и задний спойлер уменьшали аэродинамическую подъёмную силу, а эффектные наружные зеркала оригинальной формы играли важную роль в оптимизации воздушных потоков сбоку автомобиля. Фирменные «жабры» за передними крыльями выполняли функцию воздуховодов, оптимизируя поток воздуха в области колёс.
Для снижения веса капот и арки колёс выполнены из алюминия, а углепластиковая крыша была на 5 килограммов легче стальной.
В салоне в наличии были все традиционные элементы оформления, присущие спортивной модели, такие как декоративные накладки на порогах, белые шкалы приборов, кожаное рулевое колесо и блестящий набалдашник рычага переключения передач. Особой формы, как на гоночных автомобилях, передние сиденья обеспечивали удобную посадку и хорошую боковую поддержку. За дополнительную плату они могли иметь подогрев и электрорегулировку.

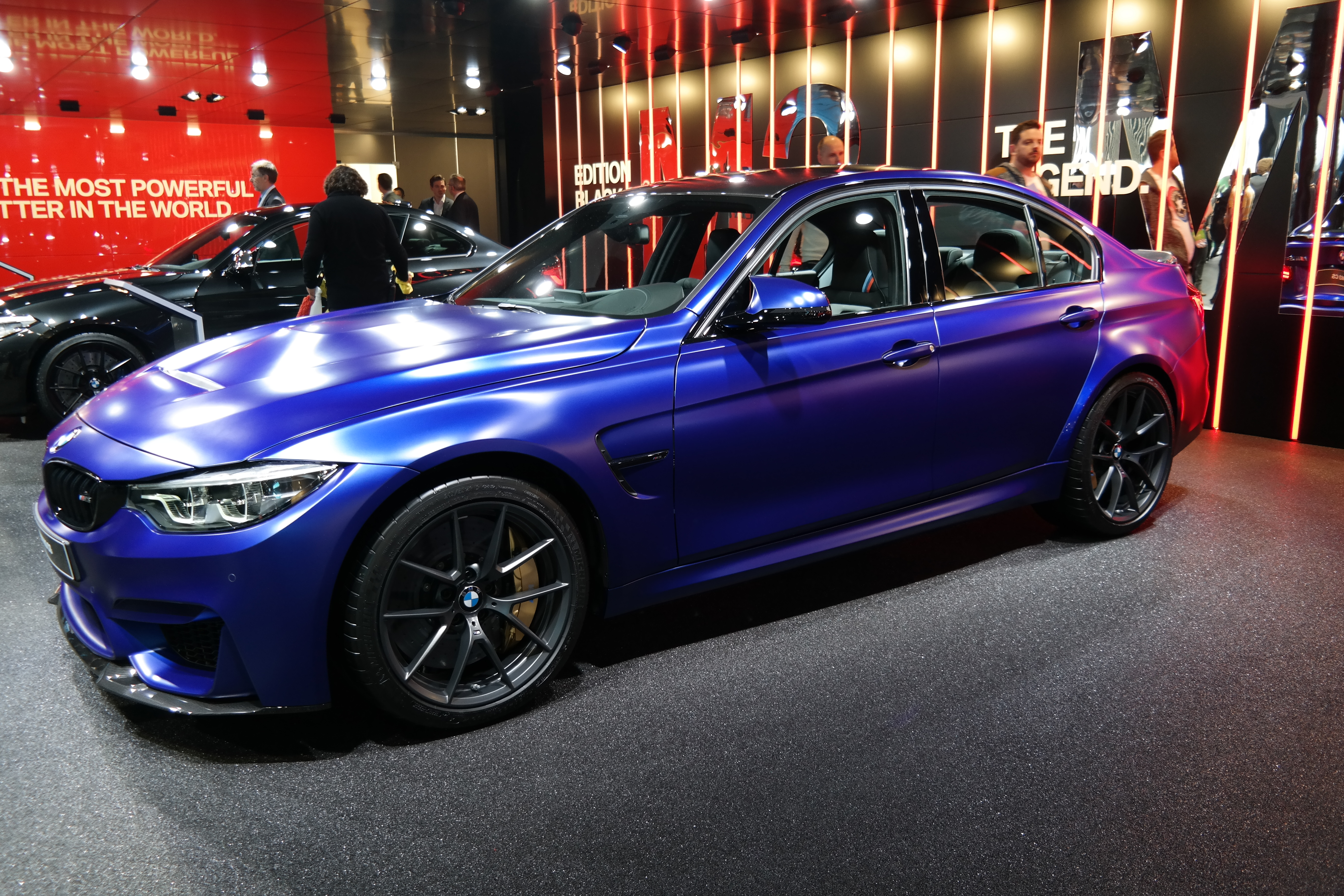
Спортивный седан BMW M3 CS

В мае 2016 года в ознаменование 30-летия выпуска первой спортивной модели M3 была изготовлена ограниченная партия в 500 юбилейных автомобилей.
Экстремальная версия M3 CS, выпущенная ограниченной партией в 1200 штук, имела немного изменённый передок с большего размера воздухозаборниками и углепластиковым рассекателем воздуха под бампером. Также из углепластика был изготовлен переработанный задний диффузор (взятый от гоночного автомобиля M4 GTS) и спойлер на кромке багажника, увеличивающий аэродинамическую прижимную силу задней оси. Для ещё большего снижения веса пластиковый капот был на 25% легче алюминиевого.
В салоне, отделанном двухцветной (серебристо-чёрной) кожей были установлены облегчённые спортивные кресла и убрано всё лишнее. Но это не значило, что пассажиры должны были обходиться без  климат контроля и премиальной аудиосистемы.

## Двигатели и трансмиссия
Модель начального уровня 316i оборудовалась четырёхцилиндровым бензиновым мотором серии N13 рабочим объёмом 1,6 литра мощностью 136 л.с. Этот, совместной разработки фирм Peugeot и BMW, двигатель имел турбонаддув, непосредственный впрыск топлива и изменяемые фазы газораспределения. На модель с пониженным расходом топлива и выбросами 320i EDE (EfficientDynamics Edition) устанавливался этот же мотор мощностью 170 л.с.
Базовые модели 320i и 328i оснащались новыми четырёхцилиндровыми бензиновыми двигателями серии N20 рабочим объёмом два литра мощностью 184 и 245 л.с. соответственно. Лёгкий и экономичный мотор имел непосредственный впрыск топлива, турбину с двумя входными каналами типа Twin Scroll, систему непрерывного изменения фаз газораспределения VANOS и управление ходом клапанов Valvetronic.
Любители шестицилиндровых двигателей могли приобрести модель 335i с рядным трёхлитровым бензиновым мотором серии N55 мощностью 306 л.с. Этот двигатель, также, имел непосредственный впрыск топлива, турбину с двумя входными каналами (Twin Scroll) и бесступенчатую регулировку подъёма клапанов (Valvetronic).

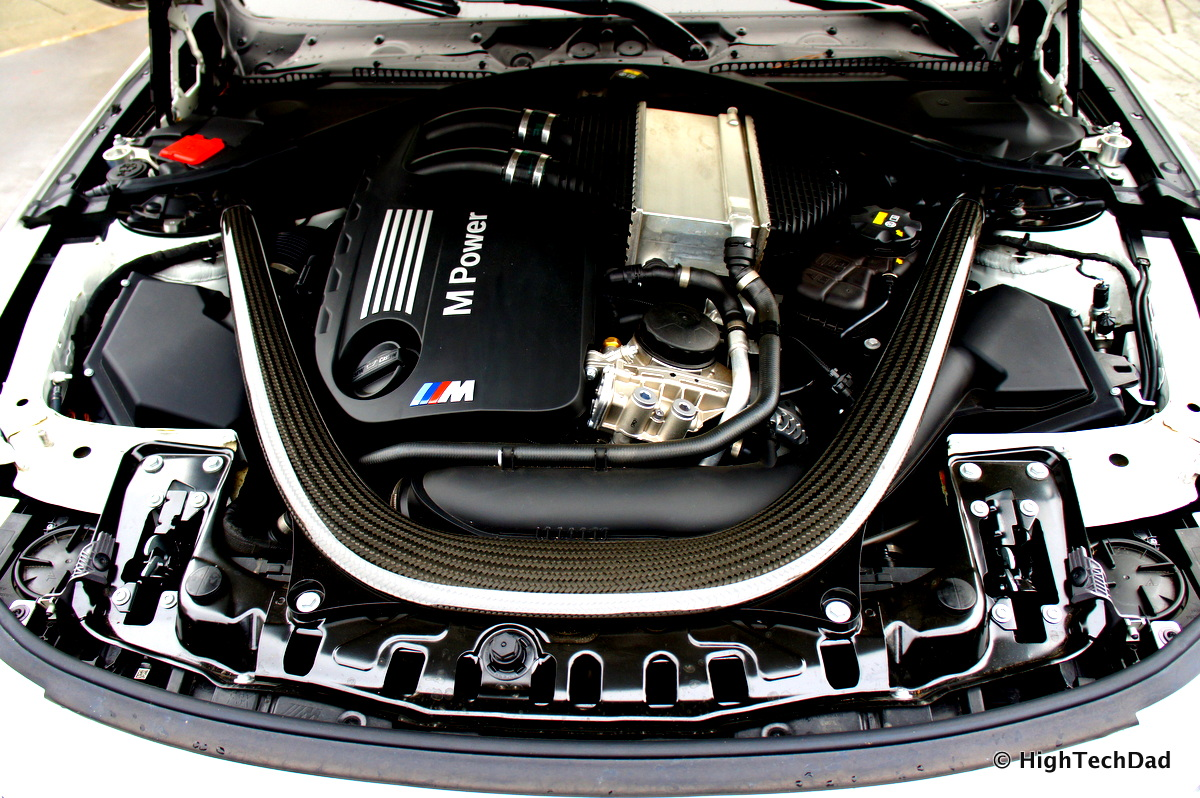
Шестицилиндровый двигатель под капотом BMW M3

Спортивная модель M3 оснащалась шестицилиндровым рядным двигателем S55 рабочим объёмом три литра мощностью 431 л.с. Высокооборотный (до 7600 об/мин) мотор оснащался двумя турбокомпрессорами, промежуточным охлаждением воздуха,  непосредственным впрыском топлива и системами VANOS и Valvetronic. Двигатель имел специальную систему смазки, обеспечивающую стабильную работу мотора даже на гоночной трассе и электроуправляемые заслонки в выхлопной системе, снижающие противодавление отработавших газов и создающие характерный звук мотора. Предлагаемый в качестве опции спорт пакет (Competition Package) увеличивал мощность двигателя до 450 л.с. Ещё больше мощности, 460 л.с. выдавал форсированный двигатель специальной версии M3 CS, выпущенной в 2018 году.
На модель 320d устанавливался четырёхцилиндровый дизельный двигатель серии N47 рабочим объёмом два литра мощностью 184 л.с. Полностью алюминиевый дизель оснащался аккумуляторной системой подачи топлива (Common Rail), турбиной с двумя входными каналами (Twin Scroll) и изменяемой геометрией, благодаря чему имел хорошую тягу при сниженных показателях расхода топлива и вредных выбросов. Появившиеся чуть позже модели 316d и 318d оснащались этим же мотором мощностью 116 и 143 л.с. соответственно. Экономичная модель 320d EDE оборудовалась таким же двигателем, у которого для снижения расхода топлива были ограничены максимальные обороты, а мощность составляла 163 л.с. В дальнейшем к ряду дизельных моделей был добавлен ещё один автомобиль, модель 325d с таким же двигателем, но оснащённым двумя последовательно работающими турбинами мощностью 218 л.с.
Шестицилиндровый рядный дизельный двигатель серии N57 мощностью 258 л.с. устанавливался на модель 330d. Полностью алюминиевый мотор оборудовался очень лёгкой и быстро раскручиваемой турбиной наддува с изменяемой геометрией, аккумуляторной системой впрыска с электромеханическими форсунками, позволявшими точно управлять процессом подачи топлива. Всё это делало двигатель более динамичным, при умеренном расходе топлива.
В базовой комплектации автомобили оснащались механической шестиступенчатой коробкой передач. На модели 335i и 320d, а также M3, устанавливалась коробка передач с сухим картером, в которой за счёт подачи смазки прямо на шестерни практически полностью исключались потери на перемешивание масла.
По заказу на любую модель с любым двигателем можно было установить восьмиступенчатую автоматическую трансмиссию. Благодаря дополнительным ступеням коробка передач сочетала в себе комфорт переключения, спортивный характер и высокую экономичность. Отдельно можно было заказать спортивную автоматическую трансмиссию с возможностью переключения передач вручную с помощью переключателей на руле.
Модели в исполнении xDrive оснащались системой полного привода, обеспечивающей оптимальную передачу тягового усилия на дорогу. Эта фирменная трансмиссия с электронным управлением эффективно уменьшала избыточную или недостаточную поворачиваемость автомобиля при прохождении поворотов. Всё это вместе давало превосходную управляемость в сочетании с максимальной безопасностью, особенно на скользких покрытиях, зимой например.
Спортивная M3 версия опционно оснащалась семиступенчатой автоматической трансмиссией с двумя сцеплениями, которая обеспечивала короткое время переключения и, в сочетании со встроенной системой управления стартом (Launch Control), позволяла автомобилю очень быстро разгоняться. При необходимости, переключать передачи в такой коробке можно было вручную. Сзади автомобиля был установлен дифференциал с управляемой электроникой многодисковой муфтой, который улучшал сцепление колёс с дорогой и повышал курсовую устойчивость автомобиля.
Специальная гибридная модель ActiveHybrid 3 оснащалась шестицилиндровым бензиновым двигателем серии N55 мощностью 306 л.с., таким же, как на модели 335i. Вместе с ним работал синхронный электромотор мощностью 40 кВт, встроенный в корпус восьмиступенчатой автоматической трансмиссии. Питался электромотор от высоковольтной (317 В) литий-ионной батареи аккумуляторов ёмкостью 674 Вт ч, размещённой в высокопрочном корпусе под полом багажника
Начиная с 2015 года, все модели серии получили новые моторы из гаммы модульных бензиновых и дизельных двигателей. Полностью алюминиевые двигатели имели одинаковый рабочий объём одного цилиндра, стандартизированные места для установки опор, присоединения впускного и выпускного коллекторов и отопителя. Все они оборудовались турбокомпрессором с двойным входом (Twin Scroll), интегрированным в выхлопной коллектор каталитическим нейтрализатором и отвечали требованиям Euro 6 по уровню токсичности выхлопных газов. В этих моторах также применялись такие проверенные технологии, как система непрерывной регулировки фаз газораспределения VANOS и бесступенчатое управление ходом клапанов Valvetronic.
Модель 318i с трёхцилиндровым бензиновым двигателем серии B38 рабочим объёмом 1,5 литра мощностью 136 л.с. заменила модель 316i. Модели 320i (320i xDrive) и 330i (330i xDrive) получили четырёхцилиндровые бензиновые двигатели серии B48 объёмом два литра мощностью 184 и 252 л.с. соответственно, при этом 330-я заменила выпускавшуюся ранее 328-ю модель. Новая модель 340i (340i xDrive), пришедшая на смену модели 335i (335i xDrive) оснащалась шестицилиндровым рядным бензиновым двигателем серии B58 рабочим объёмом три литра мощностью 326 л.с..
Модель 316d первой получила двухлитровый четырёхцилиндровый дизельный двигатель серии B47 мощностью 116 л.с. Модели 318d (318d xDrive), 320d (320d xDrive) и 320d EDE чуть позже получили этот же мотор мощностью 150, 190 и 163 л.с. соответственно. Следующей мотор из новой серии мощностью 224 л.с. получила модель 325d. И, наконец, модели 330d (330d xDrive) и 335d xDrive оборудовались трёхлитровыми шестицилиндровыми дизелями серии B57 той же, что и ранее мощности.
Просто гибридный автомобиль был заменен подзаряжаемой гибридной (Plug-in hybrid) моделью 330e. Её четырёхцилиндровый бензиновый двигатель серии B48 мощностью 184 л.с. работал совместно со встроенным в автоматическую трансмиссию 65-киловатным электромотором. Запитывалось это всё от высоковольтной батареи литий-ионных аккумуляторов ёмкостью 7,6 кВт час. Система управления обеспечивала трогание и движение автомобиля на небольшой скорости только на электротяге и лишь потом включала бензиновый двигатель. Батарея постоянно подзаряжалась от двигателя, но, с целью экономии топлива, её можно было заряжать отдельно. Полностью зарядить батарею можно было за три часа от бытовой электросети и за два — от фирменной зарядной станции.

## Ходовая часть
Для достижения оптимальной управляемости и высокой плавности хода в компании сделали ставку на облегчённые компоненты ходовой части, совершенную кинематику подвески и точно настроенное рулевое управление. Кроме того, новейшие системы электронного управления способствуют получению настоящего удовольствия от вождения.
Проверенная конструкция передней подвески с двумя шарнирами, алюминиевыми продольным и поперечным рычагами и качающейся стойкой типа Макферсон объединяет максимальную жёсткость с минимальной массой. Независимая пятирычажная задняя подвеска на подрамнике была оптимизирована с точки зрения передачи шума и вибрации между приводом, подвеской и кузовом. С заказной M-подвеской автомобиль оснащается более жёсткими пружинами и амортизаторами и специальными 18-ти или 19-дюймовыми колёсами. Или же, можно заказать адаптивную M-подвеску. В этом случае электронный блок управления обрабатывает информацию о движении колёс, поперечном и продольном ускорении, скорости автомобиля и положении рулевого колеса и соответствующим образом подстраивает характеристики амортизаторов.
Удовольствие от вождения не в последнюю очередь зависит от точного рулевого управления. На новых моделях серии используется реечное рулевое управление с электроусилителем. Усилитель работает только тогда, когда это необходимо. Так при прямолинейном движении и в плавных поворотах он не работает, не мешая водителю наслаждаться управление автомобилем, и не расходует энергии при этом. По заказу доступно рулевое управление с переменным передаточным отношением. В таком варианте автомобиль по-разному реагирует на поворот рулевого колеса. Например, движения руля, необходимые для парковки, сокращаются примерно на 25 процентов. В то же время, автомобиль очень точно управляется на высокой скорости и стабильно держит прямую.
Динамические характеристики скоростного автомобиля требуют соответствующей тормозной системы. На автомобилях серии используются дисковые тормоза с лёгкими механизмами из алюминиевого сплава и большими вентилируемыми тормозными дисками. Индикатор износа колодок и функция просушивания тормозов путём небольших подтормаживаний входят в стандартную комплектацию всех моделей. Все электронные системы, управляющие движением автомобиля, включая антиблокировочную систему тормозов (ABS), систему автоматического контроля устойчивости (ASC), систему динамического контроля тяги (DTC), систему динамического контроля торможения и контроля за торможением в поворотах (EBD), объединены в единый комплекс динамической стабилизации автомобиля (DSC).
В качестве альтернативы для покупателей ориентированных на спортивный стиль вождения предлагаются спортивные M-тормоза. Алюминиевые неподвижные четырехпоршневые суппорты спереди и двухпоршневые сзади, а также увеличенные тормозные диски обеспечивает эффективное замедление автомобиля при крайне низкой массе конструкции.
Автомобили комплектуются 16-ти и 17-дюймовыми колёсами и шинами с низким сопротивлением качению. При этом на 17-дюймовые колёса устанавливаются специальные шины, не боящиеся прокола, а автомобиль оборудуется датчиками давления в шинах. В случае потери давления на таком колесе можно продолжать движение с умеренной скоростью. В таком автомобиле отсутствуют запасное колесо и домкрат.

## Модельный ряд
Первыми осенью 2011 года были представлены седаны (нем.  Limousine), с четырёхцилиндровым бензиновым мотором модель 328i, с шестицилиндровым двигателем модель 335i и дизельные модели, обычная 320d и особо экономичная 320d EDE (EfficientDynamics Edition). В начале 2012 года появились модели начального уровня 320i, 316d и 318d, летом были представлены полноприводные версии 320i xDrive, 328i xDrive, 335i xDrive и 320d xDrive, а также новая модель 330d с шестицилиндровым дизельным двигателем. Осенью 2012 года появилась модель 316i с самым маленьким бензиновым мотором и экономичная, с малым уровнем выбросов, модель 320i EDE, которая помимо специально настроенного двигателя имела коробку с оптимизированным рядом передач, улучшенную аэродинамику и шины с пониженным коэффициентом сопротивления качению. Весной 2013 года была добавлена ещё одна модель 325d с четырёхцилиндровым дизелем, а летом были представлены полноприводные седаны 318d xDrive и 335d xDrive. В 2015 году модель 318i с трёхцилиндровым бензиновым двигателем заменила модель 316i, модель 330i и её полноприводная версия 330i xDrive пришли на смену выпускавшимся ранее моделям 328i и 328i xDrive, а новые модели 340i и 340i xDrive заменили модели 335i и 335i xDrive.
Летом 2012 года была представлена гибридная версия ActiveHybrid 3. Оснащенный шестицилиндровым бензиновым и электрическим двигателями автомобиль мог со скоростью до 75 км/ч проехать только на электротяге до четырёх километров, а затем включался бензиновый мотор. Бензиновый двигатель также автоматически включался тогда, когда водителю требовалось больше мощи, что позволяло гибриду достигать скорости в 100 км/ч за 5,3 секунды.
Осенью 2015 года просто гибридная модель была заменена на подзаряжаемый гибрид (Plug-in hybrid), модель 330e с четырёхцилиндровым бензиновым двигателем, но более мощным электромотором и ёмкой батареей. При включении только электрического режима автомобиль теперь мог проехать до 40 километров со скоростью до 120 км/ч. Если же включить спортивный режим, то совместное использование мощности двигателя и электромотора позволяло разогнать гибридный автомобиль до 100 км/ч всего за 6,1 секунды. Батарея постоянно подзаряжалась от двигателя, но если заряжать её от бытовой электросети, то на это понадобилось бы три часа.

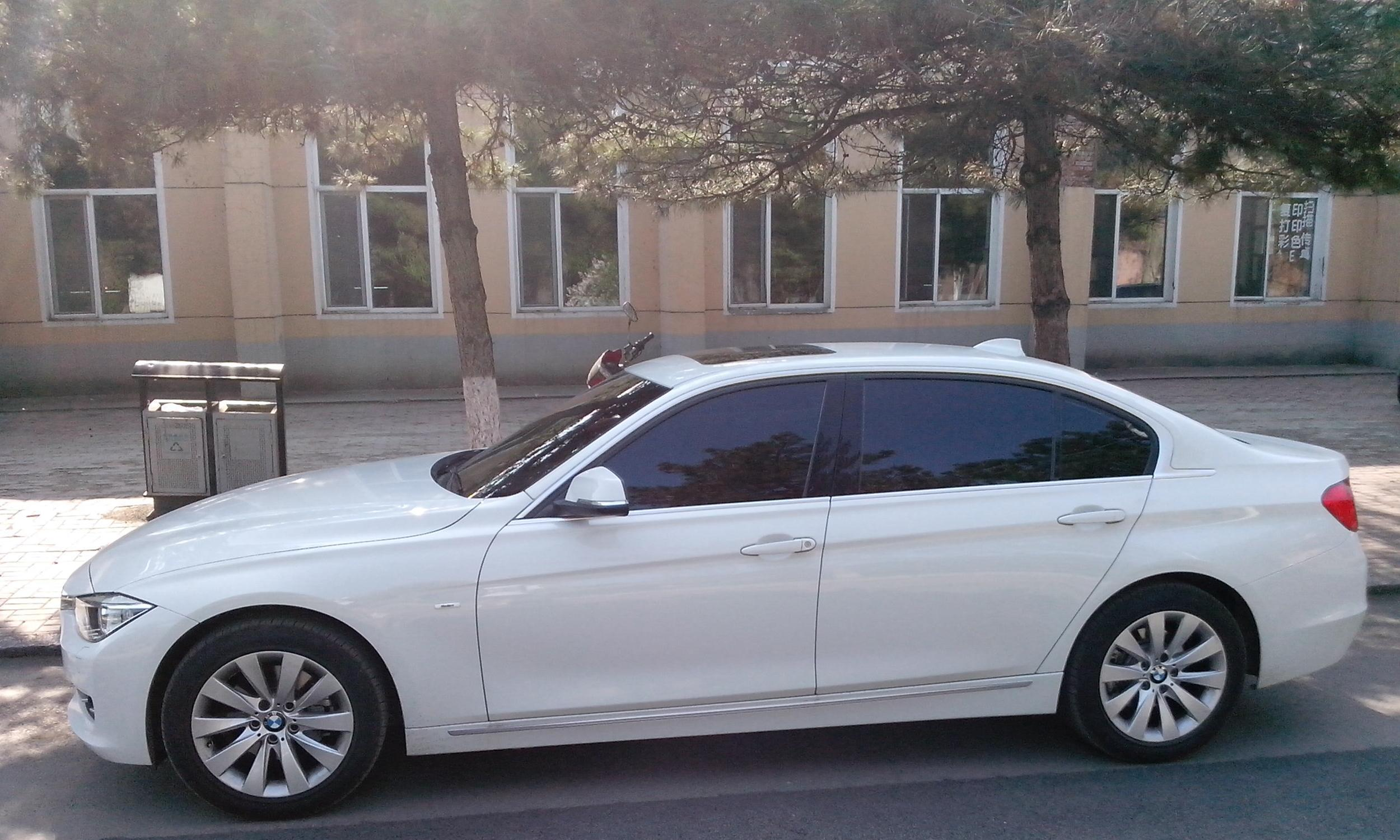
Удлинённый седан BMW 320Li

Созданные специально для рынка Китая, удлинённые седаны поступили в продажу в конце 2012 года, сначала в виде моделей 320Li, 328Li и 335Li. Осенью 2016 года модели 328Li и 335Li были заменены моделью 330Li, была добавлена модель начального уровня 318Li и полноприводные версии 320Li xDrive и 330Li xDrive.
Летом 2012 года были представлены универсалы (нем.  Touring), модель 328i с бензиновым двигателем и модели 320d и 330d с дизельными моторами, к концу года они были дополнены моделями 320i, 316d и 318d. Начиная с весны 2013 года стали доступны модели 316i и 335i, 325d и 320d EDE, а также пять моделей с полным приводом: 320i xDrive, 328i xDrive, 335i xDrive, 320d xDrive, 330d xDrive. В 2013 году к модельному ряду универсалов были добавлены ещё две полноприводные версии, модель 318d xDrive летом и модель 335d xDrive — осенью. Так же как и у седанов, в 2015 году модель 318i с трёхцилиндровым бензиновым двигателем заменила модель 316i, модель 330i и её полноприводная версия 330i xDrive пришли на смену выпускавшимся ранее моделям 328i и 328i xDrive, а новые модели 340i и 340i xDrive заменили модели 335i и 335i xDrive. Линейка дизельных моделей осталась без изменений.
В начале 2013 года появилась третья модель серии — пятидверный лифтбек в виде моделей 320i, 328i и 335i с бензиновыми двигателями и 318d и 320d с дизелями. С весны 2014 года стали доступны новая модель 330d и её полноприводная версия 330d xDrive и самая мощная дизельная модель 335d xDrive.
В конце 2013 года был представлен самый мощный автомобиль с шестицилиндровым бензиновым двигателем, спортивный седан M3, способный разгоняться до 250 км/ч. С 2016 года для него стали предлагать спорт пакет (Competition Package) с более мощным мотором, максимальная скорость модели возросла до 280 км/ч. А весной 2018 года была представлена партией в 1200 штук экстремальная версия, модель M3 CS с облегчённым кузовом, настроенным шасси́ и ещё более мощным двигателем. Ограниченная электроникой максимальная скорость осталась прежней.
| Список моделей          | Список моделей    | Список моделей             | Список моделей                         | Список моделей             |
| Модели                  | Годы производства | Количество выпущенных, шт. | Цена                                   | Двигатели                  |
| 3-я серия               | 11.2011—2019      |                            |                                        |                            |
| Седаны (F30)            | 11.2011—10.2018   |                            |                                        |                            |
| ----------------------- | ----------------- | -------------------------- | -------------------------------------- | -------------------------- |
| 316i                    | 11.2012—05.2015   |                            |                                        | R4 1.6-136 (N13)           |
| 318i                    | 05.2015—10.2018   |                            | EUR 32 850 RUB 1 560 000               | R3 1.5-136 (B38)           |
| 320i                    | 03.2012—10.2018   |                            | EUR 37 250 RUB 1 710 000               | R4 2.0-184 (N20/B48)       |
| 320i xDrive             | 07.2012—10.2018   |                            | EUR 39 750                             | R4 2.0-184 (N20/B48)       |
| 320i EDE                | 11.2012—05.2015   |                            |                                        | R4 1.6-170 (N13)           |
| 328i                    | 11.2011—05.2015   |                            | RUB 1 650 000                          | R4 2.0-245 (N20)           |
| 328i xDrive             | 07.2012—05.2015   |                            |                                        | R4 2.0-245 (N20)           |
| 330i                    | 05.2015—10.2018   |                            | EUR 32 500                             | R4 2.0-252 (B48)           |
| 330i xDrive             | 05.2015—10.2018   |                            | EUR 47 150 RUB 2 520 000               | R4 2.0-252 (B48)           |
| 335i                    | 11.2011—05.2015   |                            | RUB 1 900 000                          | R6 3.0-306 (N55)           |
| 335i xDrive             | 07.2012—05.2015   |                            |                                        | R6 3.0-306 (N55)           |
| 340i                    | 05.2015—10.2018   |                            | EUR 51 350                             | R6 3.0-326 (B58)           |
| 340i xDrive             | 05.2015—10.2018   |                            | EUR 53 850 RUB 2 600 000               | R6 3.0-326 (B58)           |
| 316d                    | 03.2012—10.2018   |                            | EUR 35 300                             | R4 2.0-116 D (N47/B47)     |
| 318d                    | 03.2012—10.2018   |                            | EUR 37 250                             | R4 2.0-143/150 D (N47/B47) |
| 318d xDrive             | 07.2013—10.2018   |                            | EUR 39 750                             | R4 2.0-143/150 D (N47/B47) |
| 320d                    | 11.2011—10.2018   |                            | EUR 39 800 RUB 1 475 000 RUB 2 040 000 | R4 2.0-184/190 D (N47/B47) |
| 320d xDrive             | 07.2012—10.2018   |                            | EUR 42 300                             | R4 2.0-184/190 D (N47/B47) |
| 320d EDE                | 11.2011—10.2018   |                            | EUR 39 800                             | R4 2.0-163 D (N47/B47)     |
| 325d                    | 03.2013—10.2018   |                            | EUR 43 850                             | R4 2.0-218/224 D (N47/B47) |
| 330d                    | 07.2012—10.2018   |                            | EUR 49 900                             | R6 3.0-258 D (N57/B57)     |
| 330d xDrive             | 03.2013—10.2018   |                            | EUR 52 400                             | R6 3.0-258 D (N57/B57)     |
| 335d xDrive             | 07.2013—10.2018   |                            | EUR 57 300                             | R6 3.0-313 D (N57/B57)     |
| ActiveHybrid 3          | 07.2012—05.2015   |                            |                                        | R6 3.0-306 (N55)+E-40      |
| 330e                    | 09.2015—07.2019   |                            | EUR 45 650                             | R4 2.0-184 (B48)+E-65      |
| Универсалы (F31)        | 07.2012—2019      |                            |                                        |                            |
| 316i                    | 03.2013—05.2015   |                            |                                        | R4 1.6-136 (N13)           |
| 318i                    | 05.2015—2019      |                            | EUR 34 550                             | R3 1.5-136 (B38)           |
| 318i xDrive             | 05.2015—2019      |                            |                                        | R3 1.5-136 (B38)           |
| 320i                    | 11.2012—2019      |                            | EUR 38 950                             | R4 2.0-184 (N20/B48)       |
| 320i xDrive             | 03.2013—2019      |                            | EUR 41 450                             | R4 2.0-184 (N20/B48)       |
| 328i                    | 07.2012—05.2015   |                            |                                        | R4 2.0-245 (N20)           |
| 328i xDrive             | 03.2013—05.2015   |                            |                                        | R4 2.0-245 (N20)           |
| 330i                    | 05.2015—2019      |                            | EUR 44 250                             | R4 2.0-252 (B48)           |
| 330i xDrive             | 05.2015—2019      |                            | EUR 48 900                             | R4 2.0-252 (B48)           |
| 335i                    | 03.2013—05.2015   |                            |                                        | R6 3.0-306 (N55)           |
| 335i xDrive             | 03.2013—05.2015   |                            |                                        | R6 3.0-306 (N55)           |
| 340i                    | 05.2015—2019      |                            | EUR 55 250                             | R6 3.0-326 (B58)           |
| 340i xDrive             | 05.2015—2019      |                            | EUR 57 750                             | R6 3.0-326 (B58)           |
| 316d                    | 11.2012—2019      |                            | EUR 37 000                             | R4 2.0-116 D (N47/B47)     |
| 318d                    | 11.2012—2019      |                            | EUR 38 950                             | R4 2.0-143/150 D (N47/B47) |
| 318d xDrive             | 07.2013—2019      |                            | EUR 41 450                             | R4 2.0-143/150 D (N47/B47) |
| 320d                    | 07.2012—2019      |                            | EUR 41 500                             | R4 2.0-184 D (N47/B47)     |
| 320d xDrive             | 03.2013—2019      |                            | EUR 44 000                             | R4 2.0-184 D (N47/B47)     |
| 320d EDE                | 03.2013—2019      |                            | EUR 41 500                             | R4 2.0-163 D (N47/B47)     |
| 325d                    | 03.2013—2019      |                            | EUR 45 600                             | R4 2.0-218/224 D (N47/B47) |
| 330d                    | 07.2012—2019      |                            | EUR 51 650                             | R6 3.0-258 D (N57/B57)     |
| 330d xDrive             | 03.2013—2019      |                            | EUR 54 150                             | R6 3.0-258 D (N57/B57)     |
| 335d xDrive             | 11.2013—2019      |                            | EUR 59 050                             | R6 3.0-313 D (N57/B57)     |
| Лифтбеки (F34)          | 03.2013—2019      |                            |                                        |                            |
| 320i                    | 03.2013—2019      |                            | EUR 40 200 RUB 1 535 000 RUB 2 345 000 | R4 2.0-184 (N20/B48)       |
| 320i xDrive             | 03.2014—2019      |                            | EUR 42 700 RUB 2 440 000               | R4 2.0-184 (N20/B48)       |
| 328i                    | 03.2013—06.2016   |                            | RUB 1 885 000                          | R4 2.0-245 (N20)           |
| 328i xDrive             | 03.2014—06.2016   |                            |                                        | R4 2.0-245 (N20)           |
| 330i                    | 06.2016—2019      |                            | EUR 47 650                             | R4 2.0-252 (B48)           |
| 330i xDrive             | 06.2016—2019      |                            | EUR 50 150 RUB 2 710 000               | R4 2.0-252 (B48)           |
| 335i                    | 03.2013—06.2016   |                            |                                        | R6 3.0-306 (N55)           |
| 335i xDrive             | 03.2013—06.2016   |                            |                                        | R6 3.0-306 (N55)           |
| 340i                    | 06.2016—2019      |                            | EUR 56 500                             | R6 3.0-326 (B58)           |
| 340i xDrive             | 06.2016—2019      |                            | EUR 59 000 RUB 2 999 000               | R6 3.0-326 (B58)           |
| 318d                    | 03.2013—2019      |                            | EUR 39 950                             | R4 2.0-143/150 D (N47/B47) |
| 320d                    | 03.2013—2019      |                            | EUR 42 750                             | R4 2.0-184/190 D (N47/B47) |
| 320d xDrive             | 06.2016—2019      |                            | EUR 45 250 RUB 2 440 000               | R4 2.0-184/190 D (N47/B47) |
| 325d                    | 06.2016—2019      |                            | EUR 49 000                             | R4 2.0-224 D (B47)         |
| 330d                    | 03.2014—2019      |                            | EUR 52 900                             | R6 3.0-258 D (N57/B57)     |
| 330d xDrive             | 03.2014—2019      |                            | EUR 55 400                             | R6 3.0-258 D (N57/B57)     |
| 335d xDrive             | 03.2014—2019      |                            | EUR 60 300                             | R6 3.0-313 D (N57/B57)     |
| Удлинённые седаны (F35) | 12.2012—2019      |                            |                                        |                            |
| 318Li                   | 09.2016—05.2019   |                            | CNY 309 900                            | R3 1.5-136 (B38)           |
| 320Li                   | 12.2012—05.2019   |                            | CNY 326 500                            | R4 2.0-184 (N20/B48)       |
| 320Li xDrive            | 09.2016—05.2019   |                            | CNY 349 900                            | R4 2.0-184 (N20/B48)       |
| 328Li                   | 12.2012—09.2016   |                            | CNY 449 000                            | R4 2.0-245 (N20)           |
| 330Li                   | 09.2016—05.2019   |                            | CNY 449 000                            | R4 2.0-252 (B48)           |
| 330Li xDrive            | 09.2016—05.2019   |                            | CNY 449 000                            | R4 2.0-252 (B48)           |
| 335Li                   | 12.2012—09.2016   |                            | CNY 599 600                            | R6 3.0-306 (N55)           |
| Спортивный седан (F80)  | 03.2014—07.2019   |                            |                                        |                            |
| M3                      | 03.2014—07.2019   |                            | EUR 71 500 RUB 3 222 000               | R6 3.0-431 (S55)           |
| M3 Competition Package  | 01.2016—07.2019   |                            |                                        | R6 3.0-450 (S55)           |
| M3 CS                   | 05.2018—07.2019   |                            |                                        | R6 3.0-460 (S55)           |

## Комментарии
1. 1 2 3 4 5   1₽ = 62,98€[144]
2. 1 2 3   1₽ = 41,77€[147]
3. 1 2   1₽ = 39,88€[170]
4. 1 2 3 4 5   1₽ = 74,82€[172]
5. 1 2 3 4   1¥ = 7,45€[186]
6. 1 2 3   1¥ = 8,12€[188]
7. ↑   1₽ = 48,12€[191]

### Технические характеристики
1. Specifications. BMW 3 Series Sedan. 320i (англ.). — BMW Media Information, 2012. — January. — P. 2. Архивировано 9 марта 2019 года.
2. Specifications. BMW 3 Series Touring. 320i (англ.). — BMW Media Information, 2012. — September. — P. 2. Архивировано 16 апреля 2019 года.
3. Specifications. BMW 3 Series Sedan. 316d, 318d (англ.). — BMW Media Information, 2012. — November. — P. 2. Архивировано 9 марта 2019 года.
4. Specifications. BMW 3 Series Touring. 316d, 318d (англ.). — BMW Media Information, 2012. — September. — P. 2. Архивировано 16 апреля 2019 года.
5. Specifications BMW 3 Series Sedan. 330d (англ.). — BMW Media Information, 2012. — July. — P. 2. Архивировано 9 марта 2019 года.
6. Specifications BMW 3 Series Sedan. 320i xDrive, 328i xDrive (англ.). — BMW Media Information, 2012. — June. — P. 2. Архивировано 12 апреля 2019 года.
7. Specifications BMW 3 Series Sedan. 335i xDrive (англ.). — BMW Media Information, 2012. — July. — P. 2. Архивировано 12 апреля 2019 года.
8. Specifications BMW 3 Series Sedan. 320d xDrive (англ.). — BMW Media Information, 2012. — June. — P. 2. Архивировано 12 апреля 2019 года.
9. Specifications. BMW 3 Series Sedan. 316i (англ.). — BMW Media Information, 2012. — September. — P. 2. Архивировано 9 марта 2019 года.
10. Specifications. BMW 3 Series Sedan. 320i EfficientDynamics Edition (англ.). — BMW Media Information, 2012. — September. — P. 2. Архивировано 9 марта 2019 года.
11. Specifications. BMW 3 Series Sedan. 325d (англ.). — BMW Media Information, 2013. — January. — P. 2. Архивировано 9 марта 2019 года.
12. Specifications. BMW 3 Series Sedan. 335d xDrive (англ.). — BMW Media Information, 2013. — May. — P. 2. Архивировано 18 марта 2019 года.
13. Specifications. BMW 3 Series Touring. 316i (англ.). — BMW Media Information, 2013. — February. — P. 2. Архивировано 2 апреля 2019 года.
14. Specifications. BMW 3 Series Touring. 335i (англ.). — BMW Media Information, 2013. — February. — P. 2. Архивировано 16 апреля 2019 года.
15. Specifications. BMW 3 Series Touring. 325d (англ.). — BMW Media Information, 2013. — February. — P. 2. Архивировано 16 апреля 2019 года.
16. Specifications. BMW 3 Series Touring. 320d EfficientDynamics Edition (англ.). — BMW Media Information, 2013. — February. — P. 2. Архивировано 16 апреля 2019 года.
17. Specifications. BMW 3 Series Touring. 320i xDrive (англ.). — BMW Media Information, 2013. — February. — P. 2. Архивировано 17 апреля 2019 года.
18. Specifications. BMW 3 Series Touring. 328i xDrive (англ.). — BMW Media Information, 2013. — February. — P. 2. Архивировано 17 апреля 2019 года.
19. Specifications. BMW 3 Series Touring. 335i xDrive (англ.). — BMW Media Information, 2013. — February. — P. 2. Архивировано 17 апреля 2019 года.
20. Specifications. BMW 3 Series Touring. 320d xDrive (англ.). — BMW Media Information, 2013. — February. — P. 2. Архивировано 17 апреля 2019 года.
21. Specifications. BMW 3 Series Touring. 330d xDrive (англ.). — BMW Media Information, 2013. — February. — P. 2. Архивировано 17 апреля 2019 года.
22. Specifications. BMW 3 Series Touring. 318d xDrive (англ.). — BMW Media Information, 2013. — May. — P. 2. Архивировано 19 апреля 2019 года.
23. Specifications. BMW 3 Series Touring. 335d xDrive (англ.). — BMW Media Information, 2013. — October. — P. 2. Архивировано 19 апреля 2019 года.
24. Specifications. BMW 3 Series Gran Turismo. 330d (англ.). — BMW Media Information, 2014. — January. — P. 2. Архивировано 4 апреля 2019 года.
25. Specifications. BMW 3 Series Gran Turismo. 330d xDrive, 335d xDrive (англ.). — BMW Media Information, 2014. — January. — P. 2. Архивировано 4 апреля 2019 года.
26. The new BMW 3 Series Sedan. The new BMW 3 Series Touring. Specifications (англ.) : Технические характеристики. — BMW Media, 2015. — May. — P. 36. Архивировано 2 марта 2019 года.
27. Specifications. BMW 3 Series Sedan. 325d (англ.) : Технические характеристики. — BMW Media Information, 2016. — January. — P. 2. Архивировано 24 марта 2019 года.
28. Specifications. The new BMW M3 CS (англ.) : Технические характеристики. — BMW Media Information, 2017. — November. — P. 2. Архивировано 27 мая 2019 года.